# Lech Kluj
Lech Kluj (ur. 18 sierpnia 1948, zm. 2 kwietnia 1994 w Poznaniu) – polski kolarz szosowy, reprezentant Polski, medalista mistrzostw Polski.

## Życiorys
Był kolarzem Warty Poznań, Legii Warszawa, Lecha Poznań i Górnika Mysłowice. Z warszawskim klubem sięgnął po mistrzostwo Polski w szosowym wyścigu drużynowym na 100 km w 1969. Kolejne sukcesy na mistrzostwach Polski odnosił w barwach Lecha. W 1970 zdobył wicemistrzostwo Polski w wyścigu szosowym ze startu wspólnego oraz brązowy medal w wyścigu parami (z Zenonem Czechowskim). Był także mistrzem Polski w indywidualnym wyścigu szosowym w kategorii U-23 w 1970. Karierę sportową zakończył w 1975.
W reprezentacji Polski wystąpił w indywidualnym wyścigu szosowym mistrzostw świata w 1969 (23. miejsce) i 1971 (67. miejsce), a także w wyścigu drużynowym na 100 km w 1970 (6. miejsce). W 1972 wystąpił w Wyścigu Pokoju, zajmując 38. miejsce. Kilkukrotnie startował w Tour de Pologne, w 1971 wygrał jeden z etapów tego wyścigu.
Był synem kolarza Jana Kluja i bratem Marka. Zginął w wypadku w czasie jazdy na rowerze.